# Les Poissons roses
Les Poissons roses sont un mouvement politique français, chrétien et proche du parti socialiste, fondé en 2011 par Philippe de Roux,,. En 2013, ils manifestent contre le mariage pour tous.

## Ouvrages
- Patrice Obert, Philippe de Roux (dir.) (préf. Bruno Nestor Azerot), À contre-courant: pour guérir la gauche et relancer la France, les Éditions du Cerf, 2016 (ISBN 978-2-204-11018-1)[5]